# Virtus Pallacanestro Bologna 1938-1939

## Roster
Virtus Bologna Sportiva
- Venzo Vannini (capitano)
- Renato Bernardi
- Pier Giovanni Canepele
- Galeazzo Dondi Dall'Orologio
- Gelsomino Girotti
- Giancarlo Marinelli
- Athos Paganelli
- Lino Rossetti
- Roberto Stivani
- Napoleone Valvola

## Staff Tecnico
- Allenatore:  Vittorio Ugolini

## Risultati
- Serie A: 3ª classificata su 9 squadre (12-4)